# 119P/Parker-Hartley
La comète Parker-Hartley, officiellement 119P/Parker-Hartley, est une comète périodique du système solaire, découverte le 2 mars 1989 par Malcolm Hartley et Quentin A. Parker au UK Schmidt Telescope de l'observatoire de Siding Spring.